# Gholamreza Rezaei
Gholamreza Rezaei (persiska غلامرضا رضایی), född 6 augusti 1986 i Shiraz i Iran, är en iransk fotbollsspelare som spelar i laget Saipa. Han har gjort 49 landskamper och elva mål för Irans landslag.
Han har rekordet för det snabbaste målet i Iran Pro League när han redan efter 8 sekunder gjorde mål för Persepolis mot Fajr Sepasi.